# Лунгу, Адриан
Адриан Лунгу (рум. Adrian Lungu, родился 5 сентября 1960 года) — румынский регбист, выступавший на позиции центрового и крыльевого. Отец регбиста Ремуса Лунгу.

## Биография
Начинал свою карьеру в бухарестском клубе «Стяуа», с которым выиграл дважды чемпионат Румынии, позже выступал за команду «Фарул» из Констанцы и бухарестское «Динамо». 13 апреля 1980 года провёл первый матч за сборную против Италии. Позже уехал во Францию, где играл за клуб «Кастр» и стал чемпионом Франции в сезоне 1992/1993. В румынской сборной отличался высокой физической силой, символизируя мощь румынских защитников и нападающих, и именно это помогло его сборной в 1983 году в Бухаресте обыграть Уэльс со счётом 24:6.
В составе сборной Румынии Лунгу сыграл на трёх чемпионатах мира в 1987, 1991 и 1995 годах. Он отыграл по три матча на первых двух турнирах, а 3 июня 1995 года сыграл единственную игру на чемпионате мира в ЮАР против Австралии, ставшую его последней в сборной. До 2011 года он был рекордсменом по числу игр за сборную Румынии, пока его рекорд не перебил Кристиан Петре.
По окончании игровой карьеры работал с молодёжным составом клуба «Кастр», ныне — менеджер клуба по логистике.

## Достижения

### Клубные
- Чемпион Румынии: 1979/1980, 1980/1981, 1990/1991
- Чемпионат Франции:
  - Чемпион: 1992/1993[2].
  - Вице-чемпион: 1995
- Финалист Кубка Ива дю Мануара: 1993
- Чемпион Франции среди дублей: 1996

### В сборной
- Победитель Трофея ФИРА (чемпион Европы): 1980/1981[англ.], 1982/1983[англ.]